# Le Chasseur (Les oies sauvages)
Le Chasseur (Les oies sauvages) è un singolo del cantante francese Michel Delpech, pubblicato nel 1974 come terzo estratto dall'album in studio Michel Delpech.

## Descrizione
Le Chasseur (Les oies sauvages) racconta la storia di un cacciatore che va in mezzo alle paludi nella nebbia per cacciare volatili. Raggiunto il luogo di caccia, il protagonista si sente in colpa per l'atto che sta per compiere. Nel contempo inizia a trasformarsi in un attento osservatore del suo ambiente. La canzone di Delpech è un inno alla natura: il cantante francese propone un messaggio ecologista, ma parla anche della sua passione per la caccia. La canzone si ispira ai ricordi d'infanzia di Delpeche nella Sologne e nel Loir-et-Cher.

## Tracce
1. Le Chasseur (Les oies sauvages) – 3:03 (Jean-Michel Rivat, Michel Delpech, Michel Pelay)
2. Le Retour de Claire – 2:25 (Jean-Michel Rivat, Michel Delpech, Terry Ward)